# Mistrzostwa Europy w Wioślarstwie 2011 – czwórka podwójna mężczyzn
Czwórka podwójna mężczyzn (M4x) – konkurencja rozgrywana podczas 71. Mistrzostw Europy w Wioślarstwie w bułgarskim Płowdiw, w dniach 16-18 sierpnia 2011 r. W zmaganiach udział wzięło 8 osad. Zwycięzcami zostali reprezentanci Rosji.

## Składy osad
| Państwo  | Zawodnicy                                                               |
| -------- | ----------------------------------------------------------------------- |
| Czechy   | Martin Basl, Jan Andrle, Petr Buzrla, David Jirka                       |
| Estonia  | Andrei Jaemsae, Allar Raja, Tonu Endrekson, Kaspar Taimsoo              |
| Polska   | Konrad Wasielewski, Wiktor Chabel, Kamil Zajkowski, Piotr Licznerski    |
| Rosja    | Nikita Morgaczow, Aleksiej Swirin, Igor Sałow, Siergiej Fiodorowcew     |
| Serbia   | Nenad Beđik, Aleksandar Filipović, Predrag Lackov, Jovan Jovanović      |
| Słowenia | Aleš Župan, Jan Špik, Matej Rojec, Gašper Fistravec                     |
| Ukraina  | Kostiantyn Zajcew, Wołodymyr Pawłowśkyj, Ołeksandr Nadtoka, Serhij Hryń |
| Włochy   | Simone Venier, Paolo Perino, Pierpaolo Frattini, Simone Raineri         |

## Wyniki

### Legenda
| Q - awans do finału A R - awans do repasaży | FB - awans do finału B |

### Eliminacje
Wyścig 1
| Poz. | Osada  | Rezultat | Uwagi |
| ---- | ------ | -------- | ----- |
| 1    | Czechy | 5:51,060 | Q     |
| 2    | Polska | 6:01,020 | R     |
| 3    | Serbia | 6:06,490 | R     |
| 4    | Włochy | 6:39,300 | R     |

Wyścig 2
| Poz. | Osada    | Rezultat | Uwagi |
| ---- | -------- | -------- | ----- |
| 1    | Rosja    | 5:46,030 | Q     |
| 3    | Estonia  | 5:49,910 | R     |
| 2    | Ukraina  | 5:53,900 | R     |
| 4    | Słowenia | 5:59,580 | R     |

### Repasaże
| Poz. | Osada    | Rezultat | Uwagi |
| ---- | -------- | -------- | ----- |
| 1    | Estonia  | 5:53,390 | Q     |
| 2    | Polska   | 5:56,780 | Q     |
| 3    | Włochy   | 5:57,880 | Q     |
| 4    | Ukraina  | 5:58,020 | Q     |
| 5    | Słowenia | 6:01,310 | FB    |
| 6    | Serbia   | 6:10,830 | FB    |

### Finały
Finał B
| Poz. | Osada    | Rezultat | Uwagi |
| ---- | -------- | -------- | ----- |
| 1    | Słowenia | 6:07,670 |       |
| 2    | Serbia   | 6:15,770 |       |

Finał A
| Poz. | Osada   | Rezultat | Uwagi |
| ---- | ------- | -------- | ----- |
| 1    | Rosja   | 5:45,170 |       |
| 2    | Estonia | 5:47,070 |       |
| 3    | Polska  | 5:51,000 |       |
| 4    | Włochy  | 5:52,500 |       |
| 5    | Ukraina | 5:53,270 |       |
| 6    | Czechy  | 5:53,650 |       |